# 도롱뇽 (종)
도롱뇽(영어: Korean salamander, 학명: Hynobius leechii 휘노비우스 레에치이[*]) 또는 겐산 도롱뇽(Gensan salamander)은 한반도에 주로 서식하는 도롱뇽목 양서류이다. 그밖에 중국 북동부와 러시아 연해주 일부 지역에도 서식한다. 숲이 우거진 작은 산에 주로 서식하는데 인공 배수로 구조물 때문에 많은 도롱뇽이 한꺼번에 죽기도 한다.

## 보호
도롱뇽은 보호 야생동물로 포획이 금지되어 있다. 서울시 보호 야생 생물 대상종이다.
경부고속철도의 천성산 터널 공사 때 천성산에 서식하는 도롱뇽의 생태에 영향을 준다 하여 이를 반대하는 소송이 있었는데, 소송당사자에 ‘도롱뇽’이 포함되어 있었다. 이에 대법원은 “터널공사가 천성산의 환경에 별다른 영향을 미치지 않는 것으로 조사됐다” 면서 이를 기각했고 또한 “도롱뇽이라는 자연물이나 자연 자체는 이 사건을 수행할 당사자로서의 능력을 인정할 수 없다”고 결정했다. 다만 이에 관련된 도롱뇽은 한국도롱뇽이 아닌 꼬리치레도롱뇽이다.

## 같이 보기
- 이끼도롱뇽
- 도롱뇽목
- 도마뱀 (종)